# Миштар
Миштар (серб. Миштар) — населенный пункт (деревня) в общине Чайниче, который принадлежит энтитету Республике Сербской, Босния и Герцеговина. По результатам югославской переписи населения 1991 года в Миштаре проживало 85 человек. Деревня Миштар находится на границе с Республикой Сербия.

## Население
В населении деревни подавляющую долю составляют сербы, численность остальных национальностей очень мизерна.
| 1991                           | - | - | - | - | - | - |
| ------------------------------ | - | - | - | - | - | - |
| 85                             | - | - | - | - | - | - |
| Гистограмма динамики населения |   |   |   |   |   |   |

### Национальный состав населения
На 1991 год:
- сербы — 84 человека (98,82 %);
- хорваты — 0 человек (0,00 %);
- мусульмане — 0 человек (0,00 %);
- югославы — 0 человек (0,00 %);
- другие и неизвестно — 1 человек (1,18 %).